# Ester (bibelsk person)
 For alternative betydninger, se Ester. (Se også artikler, som begynder med Ester)
Ester er en jødisk kvinde som beskrives i Esters Bog i Det Gamle Testamente. Hun var gift den persiske konge Ahasverus som ofte bliver identificeret som Xerxes 1. som regerede 486-465 f.v.t.
Det fortælles i Esters Bog at Ahasverus var gift med Vashti, men besluttede sig for at få en ny dronning fordi hun var ulydig. Ester blev valgt for sin skønhed, og hun vandt Ahasverus' yndest. Esters fætter Mordokaj fornærmede Ahasverus' rådgiver Haman ved ikke at kaste sig på knæ for ham, og Haman fik tilladelse af kong Ahasverus til at udrydde alle jøder i riget. Med Esters hjælp blev planen afværget.
Den jødiske helligdag purim er en fejring af at udryddelsen af jøderne blev undgået.